# Vaasan Palloseura
Vaasan Palloseura (sau VPS) este un club de fotbal din Vaasa, Finlanda. Echipa susține meciurile de acasă pe Hietalahti cu o capacitate de 4.600 de locuri.